# 咒神魔雷基
咒神魔雷基（英語：Malekith the Accursed），是漫威漫畫中的虛構角色，由華特·西蒙森創作。魔雷基首次於《Thor》#344中登場。
在漫威電影宇宙中，2013年電影《雷神索爾2：黑暗世界》由克里斯多福·艾克斯頓飾演。

## 人物
咒神魔雷基是黑暗魔兵的領袖，黑暗世界的領主。
魔雷基在戰爭時期於黑暗世界長大，他的十二個哥哥與巨魔的交戰時死亡，後來魔雷基被巨魔困禁。在監獄裏魔雷基認識一位巫師，巫師幫助他逃獄並收其為學徒。巫師為了和平而希望與魔雷基結合力量，魔雷基拒絕後殺掉巫師。

## 其他媒體

### 電視
- 《復仇者聯盟：史上最強英雄戰隊》：由昆頓·弗林（英语：Quinton Flynn）配音。
- 《浩克與狂砸特工隊（英语：Hulk and the Agents of S.M.A.S.H.）》：由詹姆斯·C·馬西斯三世（英语：James C. Mathis III）配音。

### 電影
- 《綠巨人大戰（英语：Hulk Vs）》
- 漫威電影宇宙：由克里斯多福·艾克斯頓飾演魔雷基[1]。
  - 《雷神索爾2：黑暗世界》（2013年）

### 遊戲
- 《漫威：復仇者聯盟（英语：Marvel: Avengers Alliance）》，由約翰·奧赫利（英语：John O'Hurley）配音。
- 《漫威英雄 Online》：玩家創角時可選擇魔雷基為遊戲角色，或另付費購買。
- 《乐高漫威超级英雄》，由斯蒂芬·斯坦頓（英语：Stephen Stanton）配音[2]。
- 《MARVEL未來之戰》：手機遊戲，魔雷基是玩家可使用角色之一。

## 外部連結
- Malekith（页面存档备份，存于） 漫畫書數據庫
- Malekith（页面存档备份，存于） 超級英雄數據庫
- Marvel Comics Database: Malekith（页面存档备份，存于）